# ラルフ・デ・ソウザ・テレス
ラルフ（Ralf）こと、ラルフ・デ・ソウザ・テレス（Ralf de Souza Teles、1984年6月9日 - ）は、ブラジル・サンパウロ出身のサッカー選手。アヴァイFCに所属している。元ブラジル代表である。ポジションはミッドフィールダー（MF）。
名は「ハウフィ」「ハウフ」と表記されることもある。

## 経歴

### クラブ
コリンチャンス時代の2012年にコパ・リベルタドーレスとFIFAクラブワールドカップで優勝。
2016年1月19日、中国・スーパーリーグの北京国安へ完全移籍することが発表された。移籍金は75万ポンド（およそ1億2800万円） と伝えられた。背番号は「5」番に決まった。

## 代表歴

### 試合数
国際Aマッチ 8試合 0得点（2011年-2013年）
| ブラジル代表 | 国際Aマッチ | 国際Aマッチ |
| 年           | 出場        | 得点        |
| ------------ | ----------- | ----------- |
| 2011         | 4           | 0           |
| 2012         | 2           | 0           |
| 2013         | 2           | 0           |
| 通算         | 8           | 0           |

## タイトル

### クラブ
インペラトリズ
- カンピオナート・マラニェンセ：1回（2005）

コリンチャンス
- カンピオナート・ブラジレイロ・セリエA：2回（2011、2015）
- コパ・リベルタドーレス：1回（2012）
- FIFAクラブワールドカップ：1回（2012）
- カンピオナート・パウリスタ：3回（2013, 2018, 2019）
- レコパ・スダメリカーナ：1回（2013）

### 代表
ブラジル代表
- スーペルクラシコ・デ・ラス・アメリカス：2回（2011、2012）

### 個人
- プレミオ・クラッキ・ド・ブラジレイロン：1回（2011）